# LAZY KNACK
LAZY KNACK（レイジー・ナック）は、清水聡、香月優奈によるボーカルユニット。旧所属事務所はスターダストプロモーション。

## 概要
1995年11月1日に浅倉大介プロデュースによるシングル「CRYSTAL GAME」でデビュー。以降、8枚のシングル、3枚のアルバムをリリースし、1997年12月24日に解散した。

## メンバー
- 清水聡（しみず そう）ボーカル（1979年12月17日生）大阪府吹田市出身
  - 解散後、ポリスターからシングル1枚、アルバム1枚を出している。現在は芸能活動を行っていない。

- 香月優奈（かつき ゆうな）ボーカル（1979年6月4日生）佐賀県鳥栖市出身
  - 解散後、1998年から2002年までREDとしてソロ活動。2004年から2006年までLUNA SEAのSUGIZOとのユニットThe FLAREとして活動。2006年から2007年までYUNAとしてソロ活動。現在はYUNAHとして活動している。

## ディスコグラフィ

### シングル
|     | 発売日         | タイトル              | 楽曲制作                                                                      | 最高位 |
| --- | -------------- | --------------------- | ----------------------------------------------------------------------------- | ------ |
| 1st | 1995年11月1日  | CRYSTAL GAME          | 作詞：LAZY KNACK 作曲：浅倉大介 編曲：浅倉大介                                | 45位   |
| 2nd | 1996年2月25日  | SPARK                 | 作詞：香月優奈 作曲：浅倉大介 編曲：浅倉大介                                  | 38位   |
| 3rd | 1996年4月25日  | とまどわず ふり向かず | 作詞：清水聡 作曲：浅倉大介 編曲：浅倉大介                                    | 29位   |
| 4th | 1996年7月24日  | MOON                  | 作詞：香月優奈&田形美喜子 作曲：石井妥師 編曲：石井妥師                       | 29位   |
| 5th | 1996年11月21日 | CHANCE                | 作詞：田形美喜子 作曲：石井妥師 編曲：西平彰                                  | 34位   |
| 6th | 1997年3月21日  | DESTINY               | 作詞：ジョー・リノイエ 作曲：ジョー・リノイエ 編曲：ジョー・リノイエ&鈴川真樹 | 36位   |
| 7th | 1997年7月24日  | 夏の夜の夢            | 作詞：田形美喜子 作曲：ジョー・リノイエ 編曲：ジョー・リノイエ&鈴川真樹       | 40位   |
| 8th | 1997年12月17日 | KNIFE                 | 作詞：香月優奈 作曲：藤田宜久 編曲：藤田宜久                                  | 40位   |

### アルバム
|      | 発売日         | タイトル                       | 最高位 |
| ---- | -------------- | ------------------------------ | ------ |
| mini | 1996年1月10日  | FLASH                          | 16位   |
| 1st  | 1996年8月29日  | L.K. STYLE 16                  | 18位   |
| 2nd  | 1997年8月21日  | L.K. STYLE 17                  | 30位   |
| Best | 1997年12月17日 | FOREVER THE BEST OF LAZY KNACK | 48位   |

### ビデオ
1. LAZY KNACK CLIPS（1995年12月21日）
2. LAZY KNACK CLIPS2 〜SECOND TO NONE〜（1996年12月18日）
3. LAZY KNACK FILMS 〜U.K.STYLE〜（1997年4月23日）

## タイアップ
| 楽曲         | タイアップ                                |
| ------------ | ----------------------------------------- |
| CRYSTAL GAME | テレビ東京系『NEWSモーニングJAM』OPテーマ |
| SPARK        | テレビ朝日系『リングの魂』OPテーマ        |
| MOON         | ブルボン「プチ シリーズ」CMソング         |
| CHANCE       | テレビ朝日系『アメジャリチハラ』OPテーマ  |
| DESTINY      | テレビ朝日系『ゲームカタログII』EDテーマ  |
| 夏の夜の夢   | TBS系『スーパーサッカー』EDテーマ         |

## ラジオ
- 「Portable LAZY KNACK」（1996年4月 - 1997年9月、月曜日～金曜日）TBSラジオ「宮川賢の誰なんだお前は?!」内。